# Chic Waterson
Chic Waterson, auch geführt als Chick Waterson (* 5. Juni 1924 in London, Vereinigtes Königreich; † 30. Oktober 1997 in Watford, Hertfordshire), war ein britischer Kameramann.

## Leben und Wirken
Waterson ging 1940 direkt von der Schulbank zum Film und begann seine Laufbahn als Kameraassistent (z. B. bei Next of Kin, 1941). Nach der Entlassung aus dem Kriegsdienst kehrte der Londoner 1947 zum Film zurück und begann nunmehr als einfacher Kameramann zu arbeiten. Bis 1959 stand er im Dienst der Ealing Studios und fotografierte für diese Firma eine Reihe von legendären Komödienklassikern wie Freut euch des Lebens, Das Glück kam über Nacht, Der Mann im weißen Anzug, Titfield-Expreß, Oller Kahn mit Größenwahn und Ladykillers. Dabei arbeitete er nahezu ausschließlich unter der Chefkamera Douglas Slocombes und Gordon Dines’.
Auch nach 1959 bildete Waterson ein festes Team mit Slocombe und folgte diesem sogar nach Hollywood, um dort u. a. in den 1980er Jahren Steven Spielbergs ersten beiden Indiana-Jones-Abenteuergeschichten abzudrehen. Nach dem Historienfilm Lady Jane – Königin für neun Tage zog sich Chic Waterson 1986 aus dem Filmgeschäft zurück. Waterson, der zwischen 1960 und 1972 auch Werbefilme fotografiert hatte, stieg trotz seines beachtlichen Œuvres in seiner Karriere nie zum Chefkameramann auf.

## Filmografie
- 1948: Scotts letzte Fahrt (Scott of the Antarctic)
- 1949: Blockade in London (Passport to Pimlico)
- 1949: Kampf ums Geld (A Run for Your Money)
- 1949: Die blaue Lampe (The Blue Lamp)
- 1950: Frau im Netz (Cage of Gold)
- 1950: Unterwelt (Pool of London)
- 1950: Das Glück kam über Nacht (The Lavender Hill Mob)
- 1951: Der Mann im weißen Anzug (The Man in the White Suit)
- 1951: Die Verblendeten (Secret People)
- 1952: Die Bombe im U-Bahnschacht (The Gentle Gunman)
- 1952: Der große Atlantik (The Cruel Sea)
- 1952: Titfield-Expreß (The Titfield Thunderbolt)
- 1952: Mandy
- 1953: Oller Kahn mit Größenwahn (The Maggie)
- 1953: Liebeslotterie (The Love Lottery)
- 1954: Westlich Sansibar (West of Zanzibar)
- 1954: Das geteilte Herz (The Divided Heart)
- 1955: Ladykillers
- 1955: Der lange Arm (The Long Arm)
- 1956: Versuchsmaschine CB 5 (The Man in the Sky)
- 1956: Sailor Beware
- 1957: Die kleinste Schau der Welt (The Smallest Show on Earth)
- 1957: Kapitän Seekrank (Barnacle Bill)
- 1957: Kostbare Bürde (The Shiralee)
- 1958: Du bist verloren, Fremder (Tread Softly Stranger)
- 1958: Gejagt (Nowhere to Go)
- 1959: Der blaue Engel (The Blue Angel)
- 1959: Zur Hölle mit Sydney (The Siege of Pinchgut)
- 1959: Der Arzt und die Teufel (The Flesh and the Fiends)
- 1959: Bankraub des Jahrhunderts (The Day They Robbed the Bank of England)
- 1960: Gebrandmarkt (The Mark)
- 1960: Der rote Schatten (Circus of Horrors)
- 1960: Die gestohlene Million (The Boy Who Stole a Million)
- 1960: Ein Toter spielt Klavier (Taste of Fear)
- 1961: Hallo, Mr. Twen! (The Young Ones)
- 1961: Der Todeskandidat (The Quare Fellow)
- 1962: Das indiskrete Zimmer (The L-Shaped Room)
- 1963: Die Lederjungen (The Leather Boys)
- 1963: Versuch’s mal auf französisch (French Dressing)
- 1963: Der Diener (The Servant)
- 1964: Wonderful Life – Küss mich mit Musik (Wonderful Life)
- 1964: King and Country – Für König und Vaterland (King & Country)
- 1965: Sturm über Jamaika (A High Wind in Jamaica)
- 1965: Versprich ihr alles (Promise Her Anything)
- 1966: Der blaue Max (The Blue Max)
- 1966: Feuerdrache (Fathom)
- 1967: Tanz der Vampire (Dance of the Vampires)
- 1967: Millionen-Raub (Robbery)
- 1968: Brandung (Boom)
- 1968: Der Löwe im Winter (The Lion in Winter)
- 1969: Charlie staubt Millionen ab (The Italian Job)
- 1970: Tschaikowsky – Genie und Wahnsinn (The Music Lovers)
- 1971: Das Wiegenlied der Verdammten (Murphy’s War)
- 1972: Reisen mit meiner Tante (Travels With My Aunt)
- 1972: Jesus Christ Superstar
- 1973: Verrückt und gefährlich (The Final Programme)
- 1974: Der große Gatsby (The Great Gatsby)
- 1974: Die Zofen (The Maids)
- 1974: Fluchtpunkt Marseille (The Marseille Contract)
- 1975: Rollerball
- 1975: Bleib mir ja vom Leib (That Lucky Touch)
- 1975: Hedda Gabler (Hedda)
- 1975: Vagabund in tausend Nöten (The Bawdy Adventures of Tom Jones)
- 1976: Der Weg allen Fleisches (The Sailor Who Fell from Grace with the Sea)
- 1976: Eine beispiellose Affäre (Nasty Habits)
- 1976: Julia
- 1977: Der Herr der Karawane (Caravans)
- 1978: Ein irres Paar (Lost and Found)
- 1979: Tödliche Botschaft (The Lady Vanishes)
- 1979: Nijinsky
- 1980: Jäger des verlorenen Schatzes (Raiders of the Lost Ark)
- 1982: The Pirates of Penzance
- 1983: Sag niemals nie (Never Say Never Again)
- 1984: Indiana Jones und der Tempel des Todes (Indiana Jones and the Temple of Doom)
- 1984: Oxford Blues – Hilfe, die Amis kommen (Oxford Blues)
- 1985: Wasser – Der Film (Water)
- 1986: Lady Jane – Königin für neun Tage (Lady Jane)